# Le Mal de toi (chanson de François Feldman)
Pour les articles homonymes, voir Le Mal de toi.
Singles de François Feldman
Je te retrouverai
(1988) Joue pas
(1989)
Pistes de Vivre, vivre
Viens me chercher
(8) Vivre, vivre
(10)
Le Mal de toi est une chanson de François Feldman parue sur l'album Vivre, vivre en 1987 et sortie en décembre 1988 en tant que cinquième et dernier en single de l'album. Elle est écrite par Jean-Marie Moreau et composée par François Feldman. Le Mal de toi est le deuxième titre à se classer dans le top 10 en France et devient le deuxième single le plus vendu de l'album après Slave.
La chanson figure sur les quatre compilations de Feldman : d'abord sur Master Série (1994), Two Feldman (1996), Best Feldman (1998), puis sur Gold (2008) dans sa version en public enregistrée lors de la tournée de 1991 à Bercy, cette version a également été inclus sur l'album live Feldman à Bercy (1992).

## Liste des titres
| A. | Le Mal de toi                       | Jean-Marie Moreau | François Feldman | 4:18 |
| B. | Le Mal de toi (version symphonique) | Jean-Marie Moreau | François Feldman | 2:58 |

| A1. | Le Mal de toi                       | Jean-Marie Moreau | François Feldman | 5:30 |
| B1. | Le Mal de toi (version symphonique) | Jean-Marie Moreau | François Feldman | 2:58 |
| B2. | Elle me rend barbare                | Jean-Marie Moreau | François Feldman | 3:25 |

| 1. | Le Mal de toi                       | Jean-Marie Moreau | François Feldman | 5:30 |
| 2. | Elle me rend barbare                | Jean-Marie Moreau | François Feldman | 3:25 |
| 3. | Suis-moi (jusqu'au vertige) (remix) | Jean-Marie Moreau | François Feldman | 4:58 |
| 4. | Le Mal de toi (version symphonique) | Jean-Marie Moreau | François Feldman | 2:58 |

## Accueil commercial
En France, Le Mal de toi s'est classé durant seize semaines dans le Top 50 de février à mai 1989, soit quatre mois consécutifs. Il entre directement en 40e position et progresse jusqu'à atteindre la 9e position du Top dans la semaine du 25 mars 1989.
Il a été certifié disque d'argent par le Syndicat national de l'édition phonographique avec plus de 200 000 unités vendus.

## Classements et certifications

### Classements
| Classement (1989)          | Meilleure position |
| -------------------------- | ------------------ |
| Europe (Eurochart Hot 100) | 35                 |
| France (SNEP)              | 9                  |

| Classement (1989) | Position |
| ----------------- | -------- |
| France (SNEP)     | 49       |

### Certifications
| Pays          | Certification | Date | Ventes certifiées |
| ------------- | ------------- | ---- | ----------------- |
| France (SNEP) | Argent        | 1989 | 200 000           |

## Historique de sortie
| Pays    | Date          | Format        | Label               |
| ------- | ------------- | ------------- | ------------------- |
| France, | décembre 1988 | 45 tours      | Big Bang, Phonogram |
| France, | décembre 1988 | maxi 45 tours | Big Bang, Phonogram |
| France, | décembre 1988 | CD single     | Big Bang, Phonogram |